# Lakeside (Floryda)
Lakeside – jednostka osadnicza w Stanach Zjednoczonych, w stanie Floryda, w hrabstwie Clay.